# Zuidpoort
Zuidpoort is een buurt rond de zuidelijke toegang tot het centrum van de plaats Delft, in de Nederlandse provincie Zuid-Holland. Een poort is er in dit gebied tussen de Rotterdamse poort of Rotterdammerpoort en de Oostpoort nooit geweest. De naam van het gebied is pas eind tachtiger jaren in gebruik geraakt en op 24 juni 1993 door de Gemeenteraad van Delft aangenomen. De historische Zuidpoort (een andere naam voor de Schiedamse Poort), afgebroken in 1836, lag aan de andere kant (Westzijde) van de Oude Delft/Schie (zie bijvoorbeeld de kaart 'Delfi Batavorum Vernacule Delft' van Frederik de Wit uit 1698-1700, inventaris nummer 1344 in het Stadsarchief van Delft). 

## Geschiedenis

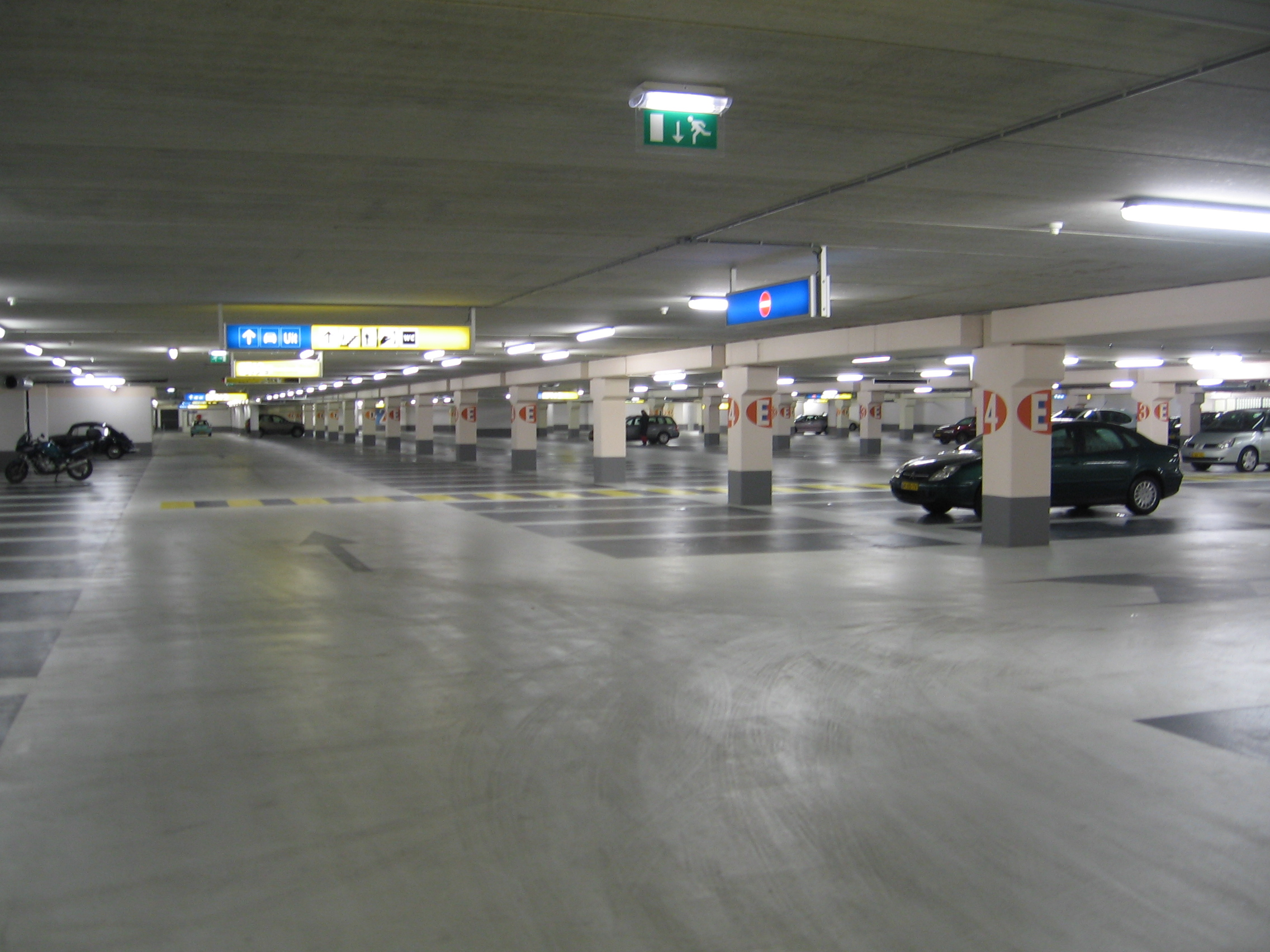
Parkeergarage Zuidpoort

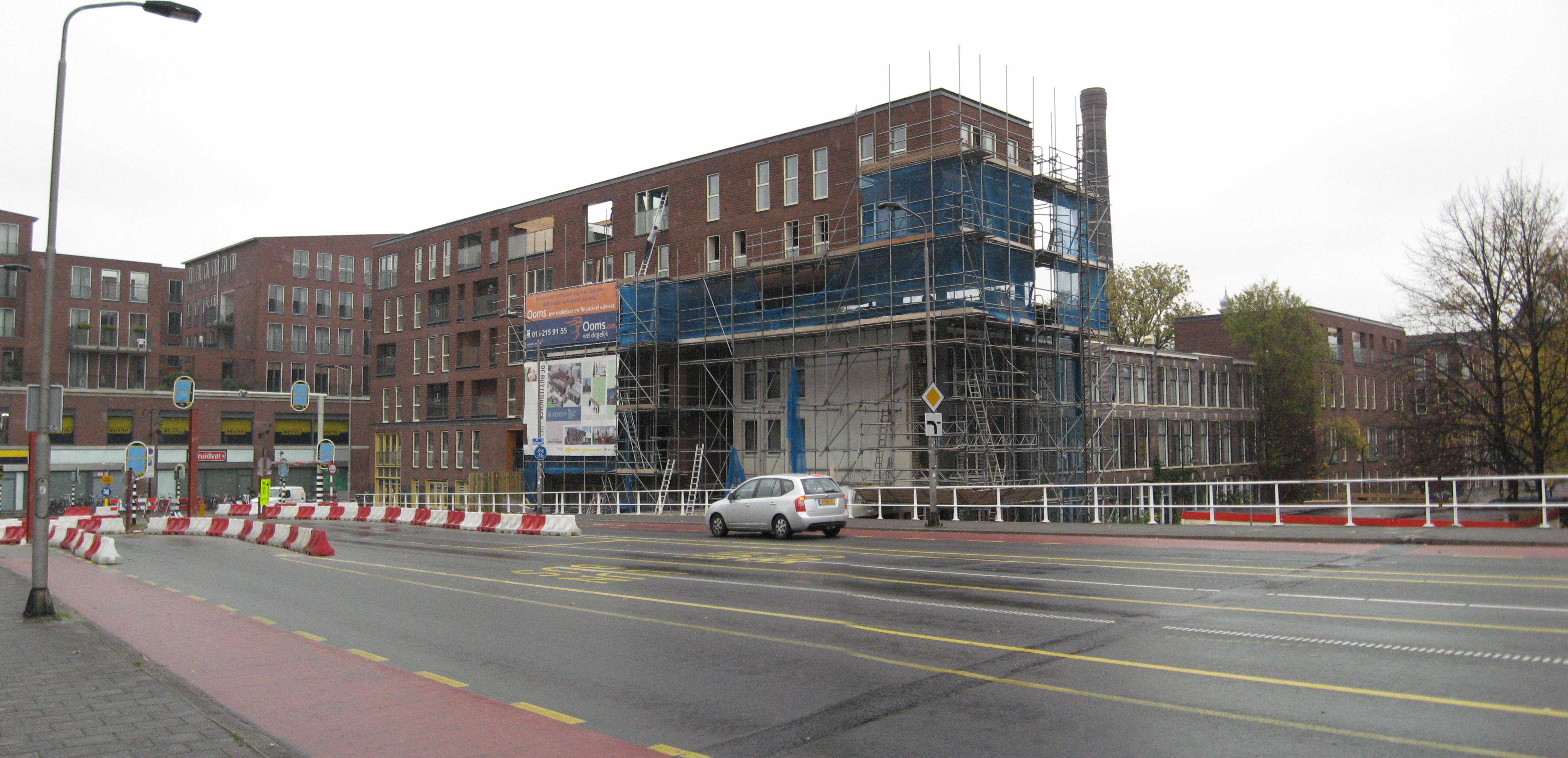
overbouwing over de professorenwoningen

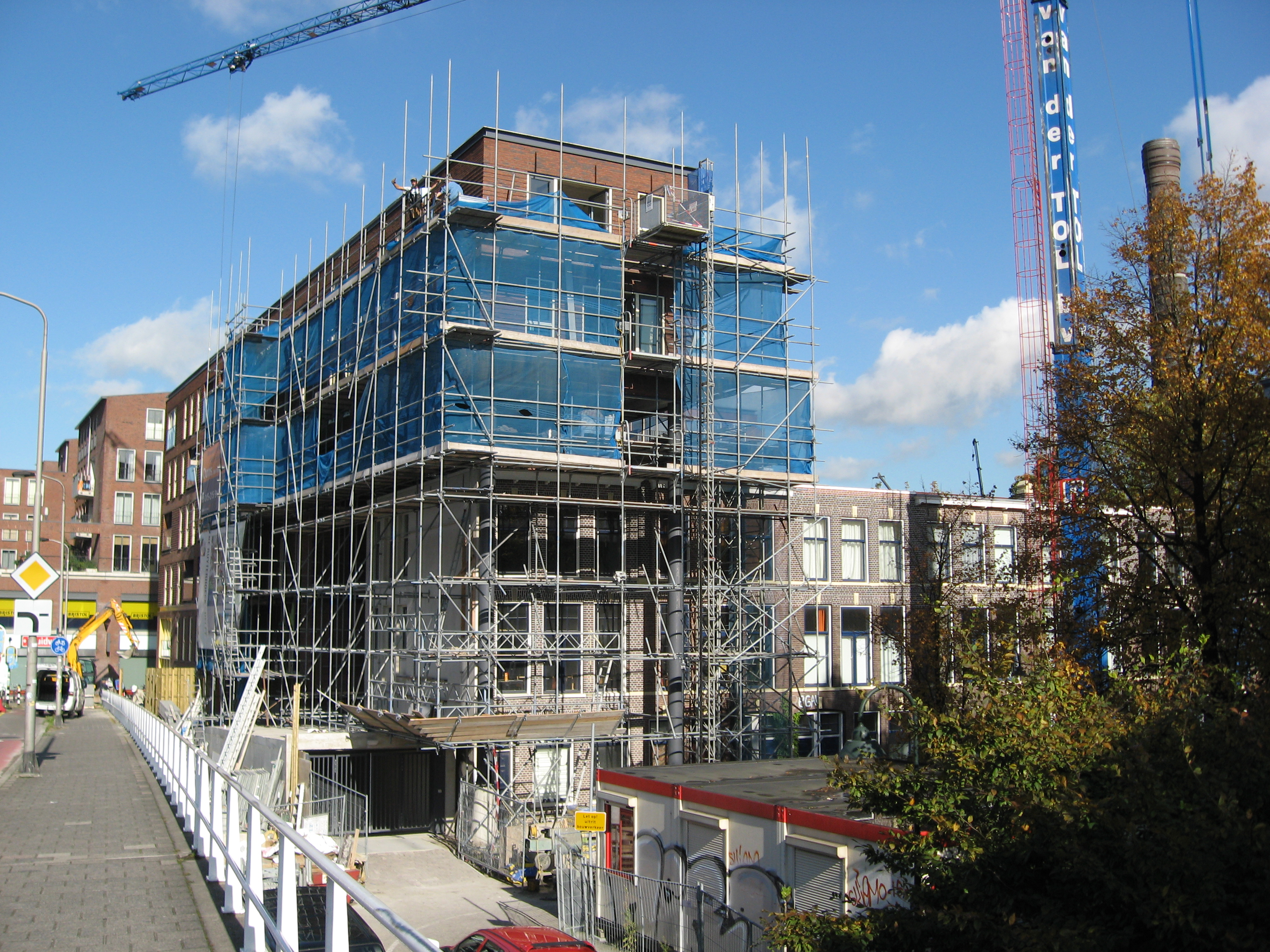
overbouwing over de professorenwoningen

Voor de ontwikkeling van het Zuidpoortgebied is vooral de 19e eeuw van belang. Delft had rond het midden van die eeuw ongeveer 15 duizend inwoners, 7 stadspoorten en 5 kerken met elk hun eigen marktplein. In het zogenaamde Jan Salie tijdperk was Delft een sterk verarmde stad. Vele poorten werden gesloopt, grachten gedempt en de stadswallen afgebroken. Tot aan het einde van die eeuw lag het Zuidpoortgebied buiten de stadswallen.
Eind 19e eeuw werd het Rijn-Schiekanaal omwille van de scheepvaart verlegd en verbreed. Deze omlegging leverde de stad Delft twee 'eilanden' op: De Nieuwe Plantage in het noorden en het zuidpoortgebied. Het zuidpoortgebied ontwikkelde zich tot een eiland van bedrijven en techniek. Een grote bijdrage aan de ontwikkeling van het Zuidpoortgebied leverde de Polytechnische school, in 1905 omgedoopt tot de Technische Hogeschool. In de periode 1890 - 1915 breidde de TH sterk uit. Als een van de eerste nieuwe gebouwen wordt in 1895 het Bacteriologisch Laboratorium gebouwd, het huidige zogenaamde Spookhuis, naast de Sebastiaansbrug. In 1908 startte de bouw van het gebouw voor werktuig- en scheepsbouwkunde, gelegen aan de Nieuwelaan, nu bekend als het Museumhof en het Techniekmuseum. De gasfabriek, gestart in 1878, werd uitgebreid en de zuidelijke singel (Zuidergracht) aan de westzijde werd gedempt. In het westelijk gedeelte van het gebied kwamen goedkope arbeiderswoningen.
Tot 1945 veranderde het Zuidpoortgebied nauwelijks; het was een beetje een vergeten gebied. Er werd in de dertiger jaren nog wel een klein deel van de Zuidergracht gedempt, tot aan de oude Torenstraat. In 1939 kwamen al de eerste initiatieven voor sanering. Ook werd een reconstructie van de Asvest overwogen en werden de eerste krotwoningen onbewoonbaar verklaard.
Na de oorlog kwam er weer dynamiek in het Zuidpoortgebied. Het Structuurplan 1954, uitgewerkt voor de binnenstad in het Komplan 1956, zag het Zuidpoortgebied als het scharnier voor de noord-zuid route dwars door de stad en de oost-west route naar Pijnacker. De gevolgen van dit Komplan 1956 zijn nog steeds zichtbaar in de vorm van de Sebastiaansbrug, de aanzet voor een route door de stad, en de demping van de Zuidergracht tot aan de Kruisstraat.
In de zestiger jaren van de twintigste eeuw kwam er veel oppositie tegen het Komplan. Het behoud van de structuur van de oude binnenstad met zijn grachten was het belangrijkste argument van de tegenstanders. In 1967 werd het Komplan omgezet in een nieuw bestemmingsplan "In de Veste". De doorsteek door de stad was van de baan. De scharnierfunctie van Zuidpoort veranderde van karakter. De oost-west route over de Zuidergracht of de Ezelsveldlaan verdween ook van de tekentafels. Het resultaat is dat het Zuidpoortgebied een rafelige rand van een nieuw stuk binnenstad werd. Daarna begon een periode van veel plannen zonder realisatie. Voor een verbetering van de verkeersdoorstroming werd de Zuidwal aangelegd en in 1979 de Hambrug/fietstunnel. Noemenswaardig is ook het woningbouwcomplex aan de Zusterlaan, dat in 1984 werd gerealiseerd.
In 1987 startte de stad Delft met de herontwikkeling van het Zuidpoortgebied met eerst een studie naar de vorm en functie van de stad met speciale aandacht voor Zuidpoort (Stadsmorfologische atlas, locatie Zuidpoort). Daarna volgden de meervoudige studieopdracht (1988), het Masterplan (1990), de Beslispuntennota (1991), het Plan van Aanpak Zuidpoort (1995), het Schetsplan Zuidpoort (1996) en het Schetsplan plus (1999). Uiteindelijk krijgt de Zuidpoort een nieuw gezicht met het Bestemmingsplan Zuidpoort (2000) en het definitief ontwerp voor het kerngebied (2001).

## Nieuwbouw en renovatie
Al tijdens de planontwikkeling werd er nieuwbouw gerealiseerd en hebben enkele gezichtsbepalende panden een andere bestemming gekregen. De eerste nieuwbouw betrof het Theater de Veste in 1995. Daarna werd het complex van Werktuig- en Scheepsbouwkunde, gebouwd in 1911, gerenoveerd en omgebouwd tot Techniekmuseum en Museumhof, een modern appartementencomplex.
Na de vaststelling van het bestemmingsplan Zuidpoort is grootschalige nieuwbouw van de grond gekomen. Er werden twee nieuwe stadspleinen gerealiseerd: het Bastiaansplein en het Vesteplein. Het Bastiaansplein is een winkelplein geworden: rondom dit plein is een tweelaags winkelcentrum gerealiseerd met daarboven 85 appartementen en stadswoningen. Het Vesteplein is het cultuurplein van Delft geworden: naast het theater zijn ook een Pathé-bioscoop (aanvankelijk was dit een bioscoop van de keten MustSee), de Openbare Bibliotheek DOK Delft en enkele restaurants en eetcafés aan het cultuurplein gevestigd. Onder het gehele nieuwbouwcomplex ligt een ondergrondse parkeergarage met ruim 900 parkeerplaatsen.
Ook op andere plaatsen in het Zuidpoortgebied heeft nieuwbouw plaatsgevonden of zijn oude gebouwen opgeknapt. De machinistenwoningen naast het museumcomplex zijn behouden gebleven door verplaatsing: 2 meter opzij, 6 meter naar achteren en 60 centimeter omhoog. In de Nieuwelaan zijn de krakers die sinds 1981 de zogenaamde professorenwoningen bewoonden, in staat gesteld deze te kopen en te renoveren tot vier woongroepen. Ook de brugwachterswoningen naast de Oostpoortbrug zijn niet gesloopt. Dock van Delft is gereed, een complex met levensloopbestendigde woningen met daar aan gerelateerd een zorgcentrum, gelegen tussen Zuidergracht en Ezelsveldlaan. In januari 2009 is appartementencomplex de Ruyterhoeck opgeleverd. Dit gebouw is deels over de professorenwoningen heen gebouwd.
Het techniekmuseum heeft in 2008 haar pand aan de Ezelsveldlaan verlaten. Aanvankelijk was het de bedoeling dat er zich een dans- en partycentrum in zou vestigen, maar na protesten uit de buurt werd hiervan afgezien. Anno 2014 is het gebouw is gerenoveerd en in gebruik genomen door een architectenbureau.